# Claude Billard de Bélisard
Pour les articles homonymes, voir Claude Billard et Billard (homonymie).
Claude Billard de Bélisard (ou Bellisard) est un architecte français actif au XVIIIe siècle. Architecte du prince de Condé, d'abord comme second de Barreau de Chefdeville puis de Le Carpentier, puis seul à partir de 1773 et jusque vers 1780, il travailla pour ce prince au château de Chantilly et à l'hôtel de Lassay. Mais il est surtout connu pour avoir construit en 1768-1769, l'hôtel de Cassini, no 32, rue de Babylone à Paris pour Dominique Joseph, marquis de Cassini.

## Biographie
Élève de Pierre-Louis Moreau-Desproux et de Charles De Wailly, Billard de Bélisard partit pour Madrid en 1759 où il seconda pendant cinq ans l'architecte Jacques (Jaime) Marquet, parti en 1750 se mettre au service du roi Ferdinand VI d'Espagne et qui continua à travailler pour le compte de son successeur Charles III. Celui-ci construisit notamment entre 1766 et 1768 la Casa de Correos (Palais de la Poste) sur la Puerta del Sol.
De retour en France, il entra dans l'agence de Barreau de Chefdeville, chargé de transformer le Palais Bourbon. Il s'y fit rapidement remarquer par le prince de Condé. Après la mort de Barreau de Chefdeville en 1765, il continua de seconder son successeur, Le Carpentier, sur le chantier du Palais Bourbon, tout en travaillant dans d'autres résidences du prince. À Chantilly, il agrandit le « jardin anglais » et le potager et édifia le pavillon d'Oronthée. Il réunit le grand château et le petit par une galerie et aménagea le cabinet d'histoire naturelle. La salle de spectacle qu'il édifia est connue par les relevés qu'en fit le grand-duc Paul de Russie en 1782 lorsqu'il visita la France sous le nom de comte du Nord.
À l'hôtel de Lassay, acquis par le prince de Condé en 1768, Bélisard participa aux importants travaux d'embellissement qui achevèrent d'en faire l'une des plus luxueuses résidences de Paris, d'abord comme second de Le Carpentier puis seul après la mort de celui-ci survenue en 1773. En 1776, il donna un projet de place semi-circulaire à créer devant le Palais Bourbon, qui ne fut pas mis tout de suite à exécution et fut remanié par ses successeurs ; toutefois, les façades des maisons qui furent construites sans doute ultérieurement au début de la rue de Bourgogne sont conformes à l'élévation qu'il produisit.
Bélisard était personnellement fastueux et fit dans son appartement de fonction, aux frais du prince de Condé, des travaux décoratifs d'un montant de plus de 13 000 livres qui fut jugé scandaleux. Bélisard fut renvoyé et remplacé, vers 1780, par Jean-François Leroy comme architecte du prince. En outre, une instance judiciaire s'ensuivit qui compromit Bélisard auprès de l'Académie royale d'architecture, dont il était membre depuis 1776.
En 1768-1769, Bélisard avait construit l'hôtel de Cassini, no 32, rue de Babylone à Paris pour Dominique Joseph, marquis de Cassini. Cette maison a été très remaniée par Arveuf-Fransquin pour la comtesse Ernest de Talleyrand-Périgord mais le projet original de Bélisard a été conservé dans un album passé en 1897 à la vente Goncourt et conservé au cabinet des Estampes de la Bibliothèque nationale de France. Comme dans les bâtiments de service du Palais Bourbon, les combles et les planchers furent construits en briques.
Bélisard a longtemps travaillé avec les entrepreneurs Claude-Martin Goupy et Louis-Pierre Lemonnier qui ont construit de nombreux immeubles dans Paris pour leur propre compte. Michel Gallet lui attribue l'immeuble du no 4, rue de Tournon, construit entre 1778 et 1785 par Lemonnier, qui « présente une entrée de palais romain et un vestibule hypostyle. Deux appartements y sont enrichis de pièces en demi-lune ou circulaire sous des coupoles à caissons ». « L'ordonnance extérieure de ces deux maisons [nos  2 et 4], séparées par une cour commune, et le décor intérieur du 4 ont été étudiés de main de maître. ».
En 1790, Bélisard était domicilié no 24, rue Plâtrière.
Il eut pour élève Jean-Charles Bellu.

### Sources
- Michel Gallet, Les architectes parisiens du XVIIIe siècle, Paris, Éditions Mengès, 1995  (ISBN 2856203701)